# Jacob Bergström
Anders Jacob Bergström (Karlskrona, 26 aprile 1995) è un calciatore svedese, attaccante del Mjällby.

## Carriera
Bergström ha cominciato la carriera con le maglie di FK Karlskrona e Ronneby. Nel 2018 è stato tesserato dal Mjällby, in Division 1. L'8 aprile ha giocato la prima partita in campionato in squadra, schierato titolare nel pareggio 0-0 in casa dell'Husqvarna. Ha segnato la prima rete nella vittoria per 2-5 arrivata sul Tvååkers IF. Al termine della stagione, il Mjällby è stato promosso in Superettan.
Il 14 agosto 2019, i norvegesi del Mjøndalen hanno reso noto d'aver ingaggiato Bergström: le parti hanno raggiunto un accordo affinché il calciatore si trasferisse al nuovo club a partire dal 26 agosto. Il 1º settembre ha quindi esordito in Eliteserien, quando è stato schierato titolare nella sconfitta per 1-3 subita contro il Molde.
Il 22 gennaio 2020 ha fatto ritorno al Mjällby, a cui si è legato fino al 31 dicembre 2022, che nel frattempo aveva centrato la promozione in Allsvenskan. Il 18 giugno ha quindi esordito nella massima divisione svedese, schierato titolare nella sconfitta casalinga per 0-1 subita contro il Falkenberg. Il 22 giugno ha realizzato il primo gol in Allsvenskan, nel 2-2 arrivato sul campo dell'IFK Göteborg. Con i gialloneri ha disputato le prime tre stagioni in Allsvenskan della propria carriera, prima di lasciare la squadra in scadenza di contratto.
A partire dal gennaio 2023 è passato – così come il compagno di squadra Carlos Moros Gracia – a parametro zero dal Mjällby ai vice campioni di Svezia del Djurgården. Nella capitale non ha trovato particolare spazio, visto che nelle prime 14 giornate di campionato è sceso in campo solo in 6 occasioni, tutte dalla panchina.
Il 14 luglio 2023 ha così lasciato il Djurgården per tornare a vestire la maglia del suo precedente club del Mjällby.

## Statistiche

### Presenze e reti nei club
Statistiche aggiornate al 31 ottobre 2020.
| Stagione        | Squadra         | Campionato      | Campionato | Campionato | Coppe nazionali | Coppe nazionali | Coppe nazionali | Coppe continentali | Coppe continentali | Coppe continentali | Altre coppe | Altre coppe | Altre coppe | Totale | Totale | Totale |
| Stagione        | Squadra         | Comp            | Pres       | Reti       | Comp            | Pres            | Reti            | Comp               | Pres               | Reti               | Comp        | Pres        | Reti        | Pres   | Reti   |        |
| --------------- | --------------- | --------------- | ---------- | ---------- | --------------- | --------------- | --------------- | ------------------ | ------------------ | ------------------ | ----------- | ----------- | ----------- | ------ | ------ | ------ |
| 2018            | Mjällby         | D1              | 27         | 8          | CS              | 0               | 0               | -                  | -                  | -                  | -           | -           | -           | 27     | 8      |        |
| gen.-ago. 2019  | Mjällby         | S               | 21         | 8          | CS              | 5               | 1               | -                  | -                  | -                  | -           | -           | -           | 26     | 9      |        |
| ago.-dic. 2019  | Mjøndalen       | ES              | 10         | 0          | CN              | 1               | 0               | -                  | -                  | -                  | -           | -           | -           | 11     | 0      |        |
| 2020            | Mjällby         | A               | 23         | 3          | CS              | 0               | 0               | -                  | -                  | -                  | -           | -           | -           | 23     | 3      |        |
| Totale Mjällby  | Totale Mjällby  | Totale Mjällby  | 71         | 19         |                 | 5               | 1               |                    | -                  | -                  |             | -           | -           | 76     | 20     |        |
| Totale carriera | Totale carriera | Totale carriera | 81+        | 19+        |                 | 6+              | 1+              |                    | -                  | -                  |             | -           | -           | 87+    | 20+    |        |

## Palmarès

### Club

#### Competizioni nazionali
- Superettan: 1

Mjällby: 2019